# Manica (Moçambic)
Manica és un municipi de Moçambic, situat a la província de Manica. En 2007 comptava amb una població de 36.124 habitants. Havia estat el centre de l'antic Regne de Manica i va créixer al voltant de la mineria d'or, però avui és més coneguda per les pintures rupestres de Chinamapere.

## Personatges
- Jaime Pedro Gonçalves (1936–2016), sacerdot i arquebisbe de Beira